# Serrat Boleter
El Serrat Boleter és una serra situada al municipi d'Oristà a la comarca del Lluçanès, amb una elevació màxima de 624 metres.